# 桑塔納翼龍屬
桑塔納翼龍屬（學名：Santanadactylus）意為「桑塔納岩層之翼」，是翼龍目的其中一個屬，生存於白堊紀早期的阿普第階，化石在巴西塞阿臘的桑塔納岩層中發現，目前已知有四個種。桑塔納翼龍是一種大型長頸的翼龍，嘴喙相對較短，而且擁有牙齒。

## 歷史與種類
桑塔納翼龍的模式種是巴西桑塔納翼龍（S. brasilensis），是根據阿姆斯特丹大學地質研究所存放的一部分右側肱骨、肩胛喙突的化石與其他遺骸來命名，其中包括另一具個體的頸部脊椎在內。之後有更多遺骸被認為是屬於桑塔納翼龍，其中包括了一具Notarium（一種在鳥類與某些翼龍類肩膀出現的複合脊骨）化石。桑塔納翼龍肱骨的結構顯示牠是屬於鳥掌翼龍科，但是牠的長頸部脊椎骨則與這個推測相違背。
古生物學家彼得·沃爾赫費爾（Peter Wellnhofer，曾經寫過許多關於翼龍的著作）在1985年命名了3個其它的種：阿拉利坡桑塔納翼龍（S. araripensis）、皮氏桑塔納翼龍（S. pricei）與S. spixi。阿拉利坡桑塔納翼龍是一個巨大的種，是根據一部分的頭骨（缺乏頜部的末端）與上肢化石來命名，這具頭骨化石並沒有頭冠。皮氏桑塔納翼龍是3個種當中最小的，標本（編號BSP 1980 I 22）包括一個肘部下方的左翼與其他的上肢化石。S. spixi體型居中，是根據編號BSP 1980 I 22標本中的另外一個左翼化石。
經過這些年後，這幾個屬於桑塔納翼龍的種類已經被重新評價。克里斯·班尼特（Chris Bennett）提出巴西桑塔納翼龍是一個無齒翼龍科的複合體，而阿拉利坡桑塔納翼龍與皮氏桑塔納翼龍也是屬於無齒翼龍科，S. spixi則是準噶爾翼龍科的成員。沃爾赫費爾也在1991年將S. spixi從桑塔納翼龍屬中移除了，而Kellner與Campos在1992年時認為S. spixi是屬於古神翼龍科。這些問題一部分是因為在桑塔納岩層發現的翼龍類與牠們生存於英國的同類之間複雜的分類上，總共包括幾個屬，如殘喙翼龍、古魔翼龍、鳥掌翼龍、阿拉利坡龍、梳頜翼龍、脊頜翼龍。

## 古生物學
桑塔納翼龍被認為是一種大型的翼龍，翼展為2.9至5.7公尺。牠的翅膀可能會比較適合滑翔，而不是振翅飛翔。

## 外部連結
- （英文）Santadactylus araripensis（當作是科羅拉多斯翼龍屬的一個種） 翼龍資料庫，於2007-02-09造訪
- （英文）?Santanadactylus spixi 翼龍資料庫，於2007-02-09造訪
- （英文）Santanadactylus 翼龍資料，於2007-02-09造訪
- （英文）Re: Pterosaur Help （页面存档备份，存于） 一封喬治·奧利舍夫斯基（George Olshevsky）寄出的郵件，公佈在Dinosaur Mailing List中，雖然它是不完整的，但是應該給與這些複雜的分類一些意見。於2007-02-09造訪